# Stefania Bertola
Stefania Bertola (Torino, 27 dicembre 1952) è una scrittrice, traduttrice, sceneggiatrice e autrice radiofonica italiana.

## Biografia
Prima di esordire nella letteratura nel 1989 con il romanzo Luna di Luxor, ha lavorato diversi anni nella casa editrice Einaudi come traduttrice dall'inglese. L'opera di traduttrice di Stefania Bertola è proseguita per decenni, con varie case editrici: comprende molti autori, tra i quali: Philip Roth, Ian McEwan, Scott Turow, Alexander McCall Smith, John Updike e spazia in tutti i generi, dalla saggistica (Tom Wolfe) alla fantascienza (Neil Gaiman).
Ha pubblicato diversi romanzi (solitamente ambientati a Torino, dove è nata) che coniugano sentimento, umorismo e senso del surreale con risultati che possono ricordare la letteratura anglosassone chick lit: il tono è solitamente leggero e divertente, anche se i temi si discostano decisamente dai canoni di quel genere.
Autrice radiofonica e sceneggiatrice (ha contribuito in questa veste anche ad alcune puntate della serie televisiva I Cesaroni), nel 2014 è arrivata in finale al Premio Internazionale Bottari Lattes Grinzane.

## Vita privata
È sposata con l'attore Michele Di Mauro.  La coppia, che vive a Torino, ha una figlia, Caterina. 

## Opere

### Narrativa
- Luna di Luxor, Milano, Longanesi, 1989. ISBN 88-304-0909-X.
- Se mi lasci fa male, Milano, Sperling & Kupfer, 1997. ISBN 88-200-2478-0.
- Ne parliamo a cena, Milano, Salani, 1999. ISBN 88-7782-823-4.
- Aspirapolvere di stelle, Milano, Salani, 2002. ISBN 88-8451-114-3.
- Biscotti e sospetti, Milano, Salani, 2004. ISBN 88-8451-359-6.
- A neve ferma, Milano, Salani, 2006. ISBN 88-8451-700-1.
- La soavissima discordia dell'amore, Milano, Salani, 2009. ISBN 978-88-6256-055-9.
- Il primo miracolo di George Harrison[8], Torino, Einaudi, 2010. ISBN 978-88-06-20260-6.
- Romanzo rosa, Torino, Einaudi, 2012. ISBN 978-88-06-20978-0.
- Ragazze mancine, Torino, Einaudi, 2013. ISBN 978-88-06-21264-3.
- Il giardino di guerriglia. Un anno di allegre battaglie fra la donna e il verde, Milano, Mondadori, 2014. ISBN 978-88-370-9722-6.
- Solo Flora, Milano, Feltrinelli, 2016. ISBN 978-88-07-91021-0.
- Vampiri contro Amet, Feltrinelli, 2016.
- Ragione & sentimento[9], Torino, Einaudi, 2017. ISBN 978-88-06-22851-4.
- Divino amore, Torino, Einaudi, 2019. ISBN 978-88-06-24154-4.
- Via delle magnolie 11, Torino, Einaudi, 2020 ISBN 9788806241452.
- Le cure della casa, Einaudi, Torino, 2021, ISBN 9788806250225.
- Vento da est, Einaudi, Torino, 2023, ISBN 9788806259174.

### Traduzioni
- Sandra Aragona, La moglie dell'ambasciatore, Sperling & Kupfer, Milano 2012
- Vladimir Arsenijević, Sottocoperta, Mondadori, Milano 1997
- Marcel Aymé, Le storie blu del gatto di casa, illustrazioni di Philippe Dumas; Emme, Milano c1982
- Nicholson Baker, L'ammezzato, G. Einaudi, Torino ©1991
- Paul Beatty, Tuff e la sua banda, Mondadori, Milano 2000
- Sharon Bolton, Sacrificio, Mondadori, Milano 2008
- Alan Bradley,
  - Flavia De Luce e il delitto nel campo dei cetrioli, Mondadori, Milano 2010
  - La morte non è cosa per ragazzine, Mondadori, Milano 2011
- Kyril Bonfiglioli, Mortdecai, Piemme, Milano 2015 (3 voll., traduzioni di Stefania Bertola e Serena Bertetto
- Katharine Mary Briggs, Fiabe popolari inglesi, Einaudi, Torino 1984
- Kiran Desai, La mia nuova vita sugli alberi, Mondadori, Milano 1998
- Roddy Doyle ... [et al.], Yeats è morto!, a cura di Joseph O'Connor, Guanda, Parma 2002
- Tim Firth, Calendar girls: commedia in due atti, traduzione e adattamento di Stefania Bertola; introduzione di Franco Mandelli, Sillabe, Livorno 2015
- Neil Gaiman,
  - Cose fragili, Mondadori, Milano 2014
  - Miti del Nord, Mondadori, Milano 2018
  - Questa non è la mia faccia: saggi sparsi su leggere, scrivere, sognare e su un mucchio di altra roba, Mondadori, Milano 2019
- Mike Gayle, Avviso di chiamata, Frassinelli, Milano 1999
- Henry Green, Passioni, Einaudi, Torino 1990
- Karl Taro Greenfeld, Baburu: i figli della grande bolla, disegni di Takamatsu Shin; Instar libri, Torino 1995
- Gill Hornby, La mamma dell'anno, Mondadori, Milano 2014
- Diane Keaton, Oggi come allora, Mondadori, Milano 2011
- Sophie Kinsella,
  - Dov'è finita Audrey?, Mondadori, Milano 2015
  - I love shopping a Las Vegas, Mondadori, Milano 2016
  - La mia vita non proprio perfetta, Mondadori, Milano 2017
  - Io e Fata Mammetta, illustrazioni di Marta Kissi; Mondadori, Milano 2018
  - Sorprendimi!, Mondadori, Milano 2018
  - La famiglia prima di tutto!, Mondadori, Milano 2019
  - I love shopping a Natale, Mondadori, Milano 2019
  - Amo la mia vita, Mondadori, Milano 2020
- Mary Lawson, Il sentiero per Crow Lake, Frassinelli, Milano 2002
- John Le Carré, Il canto della missione, Mondadori, Milano 2007
- Richard Mason, Anime alla deriva, Einaudi, Torino 2001
- Alexander McCall Smith,
  - Le lacrime della giraffa, U. Guanda, Parma 2003
  - Morale e belle ragazze, U. Guanda, Parma 2004
  - Un peana per le zebre, U. Guanda, Parma 2004
  - Un gruppo di allegre signore, U. Guanda, Parma 2007
  - Scarpe azzurre e felicità, Guanda, Parma 2008
  - Il buon marito, Guanda, Parma 2009
  - Un miracolo nel Botswana, Guanda, Parma 2010
  - L'ora del tè, Guanda, Parma 2011
- Alice McDermott, Quella notte, Rizzoli, Milano 1988
- Ian McEwan,
  - Il giardino di cemento, Einaudi, Torino 1980
  - Fra le lenzuola: e altri racconti, Einaudi, Torino c1982
  - Cortesie per gli ospiti, Einaudi, Torino 1983
  - Racconti, Einaudi, Torino 1996
- Jay McInerney, Si spengono le luci, Bompiani, Milano 2016
- Edward Kelsey Moore, Domenica con le Supremes, Mondadori, Milano 2013
- Camilla Morton, Mission possible, Sperling & Kupfer, Milano 2007
- Philip Roth, Il teatro di Sabbath, A. Mondadori, Milano copyr. 1996
- Tom Sharpe, Vizi ancestrali, Longanesi, Milano 1990
- Alison Smith, La parte buia del giorno, Mondadori, Milano 2006
- Susan Sontag,
  - Io, eccetera, Einaudi, Torino 1980
  - Sotto il segno di Saturno: [interventi su letteratura e spettacolo], Einaudi, Torino 1982
- Scott Turow,
  - Errori reversibili, A. Mondadori, Milano 2002
  - Eroi normali, Mondadori, Milano 2005
  - Innocente, Mondadori, Milano 2010
  - Identici, Mondadori, Milano 2014
- John Updike,
  - Sei ricco, Coniglio, Rizzoli, Milano 1983
  - Le streghe di Eastwick, Rizzoli, Milano 1986
  - La versione di Roger, Rizzoli, Milano 1988
  - Su e giù per il mondo, Rizzoli, Milano 1989
  - S, Rizzoli, Milano 1990
- Dirk Wittenborn, Zoe, Rizzoli, Milano 1984
- P. G. Wodehouse,
  - Le gesta di Psmith; introduzione di Guido Almansi, U. Guanda, Parma 1990
  - Luna piena, U. Guanda, Parma 1991
- Tom Wolfe, La bestia umana, traduzione di Stefania Bertola, Mondadori, Milano 2003